# Daniel Alejandro Castaño
Daniel Alejandro Castaño (Medellín, Antioquia, Colombia, 2 de enero de 1996) es un futbolista colombiano. Su posición es mediocampista y su actual equipo es el Atlético Nacional del Fútbol Profesional Colombiano.

## Clubes
| Club              | País     | Año        |
| ----------------- | -------- | ---------- |
| Atlético Nacional | Colombia | 2008–2009- |